# Cripple Creek
Cripple Creek es una ciudad ubicada en el condado de Teller en el estado estadounidense de Colorado. En el Censo de 2010 tenía una población de 1189 habitantes y una densidad poblacional de 295,42 personas por km².

## Geografía
Cripple Creek se encuentra ubicada en las coordenadas 38°44′47″N 105°11′3″O / 38.74639, -105.18417. Según la Oficina del Censo de los Estados Unidos, Cripple Creek tiene una superficie total de 4.02 km², de la cual 4.02 km² corresponden a tierra firme y (0%) 0 km² es agua.

## Demografía
Según el censo de 2010, había 1189 personas residiendo en Cripple Creek. La densidad de población era de 295,42 hab./km². De los 1189 habitantes, Cripple Creek estaba compuesto por el 91.42% blancos, el 0.34% eran afroamericanos, el 1.51% eran amerindios, el 0.5% eran asiáticos, el 0.17% eran isleños del Pacífico, el 3.78% eran de otras razas y el 2.27% pertenecían a dos o más razas. Del total de la población el 10.93% eran hispanos o latinos de cualquier raza.